# Mistrzostwa Europy w Lekkoatletyce 1934 – bieg na 110 m przez płotki mężczyzn
Bieg na dystansie 110 metrów przez płotki mężczyzn był jedną z konkurencji rozgrywanych podczas I Mistrzostw Europy w Turynie. Biegi eliminacyjne, półfinałowe oraz finał zostały rozegrane 8 września 1934 roku. Zwycięzcą tej konkurencji został Węgier József Kovács. W rywalizacji wzięło udział siedemnastu zawodników z trzynastu reprezentacji.

## Eliminacje
Bieg 1
| Miejsce | Zawodnik       | Czas | Uwagi |
| ------- | -------------- | ---- | ----- |
| 1       | József Kovács  | 15,2 | Q CR  |
| 2       | Erwin Wegner   | 15,4 | Q     |
| 3       | Ivo Buratović  | 15,6 | Q     |
| 4       | Paul Mathiotte | 15,8 |       |

Bieg 2
| Miejsce | Zawodnik        | Czas | Uwagi |
| ------- | --------------- | ---- | ----- |
| 1       | Gianni Caldana  | 15,1 | Q CR  |
| 2       | Ernst Leitner   | 15,2 | Q     |
| 3       | Sten Pettersson | 15,3 | Q     |
| 4       | Pierre Bernard  | 15,7 |       |

Bieg 3
| Miejsce | Zawodnik          | Czas | Uwagi |
| ------- | ----------------- | ---- | ----- |
| 1       | Christos Mandikas | 15,1 | Q     |
| 2       | Corrado Valle     | 15,1 | Q     |
| 3       | Willem Kaan       | 15,1 | Q     |
| 4       | Wilhelm Welscher  | 15,4 |       |
| 5       | Ludvík Kománek    | 15,4 |       |

Bieg 4
| Miejsce | Zawodnik           | Czas | Uwagi |
| ------- | ------------------ | ---- | ----- |
| 1       | Holger Albrechtsen | 15,8 | Q     |
| 2       | Władysław Komar    | 16,6 | Q     |
| 3       | Johann Langmayr    | 27,3 | Q     |
| -       | Bengt Sjöstedt     | DNF  | 'Q    |

## Półfinały
Półfinał 1
| Miejsce | Zawodnik        | Czas | Uwagi |
| ------- | --------------- | ---- | ----- |
| 1       | József Kovács   | 14,8 | Q     |
| 2       | Willem Kaan     | 14,9 | Q     |
| 3       | Ernst Leitner   | 15,0 | Q     |
| 4       | Sten Pettersson | 15,1 |       |
| 5       | Władysław Komar | b.d. |       |
| -       | Gianni Caldana  | DNF  |       |

Półfinał 2
| Miejsce | Zawodnik           | Czas | Uwagi |
| ------- | ------------------ | ---- | ----- |
| 1       | Erwin Wegner       | 14,9 | Q     |
| 2       | Corrado Valle      | 15,0 | Q     |
| 3       | Holger Albrechtsen | 15,1 | Q     |
| 4       | Ivo Buratović      | 15,1 |       |
| 5       | Christos Mandikas  | 15,1 |       |
| 6       | Johann Langmayr    | 30,0 |       |

## Finał
| Place | Athlete            | Time    |
| ----- | ------------------ | ------- |
| 1     | József Kovács      | 14,8 CR |
| 2     | Erwin Wegner       | 14,9    |
| 3     | Holger Albrechtsen | 15,0    |
| 4     | Willem Kaan        | 15,0    |
| 5     | Corrado Valle      | 15,1    |
| -     | Ernst Leitner      | DQ      |